# Greatest Hits (álbum de Spice Girls)
Spice Girls, Greatest Hits es un recopilatorio de los grandes éxitos del grupo de pop británico Spice Girls editado en 2007, meses después de anunciar una gira de retorno mundial.

## Información del Lanzamiento

### Historia
La idea de publicar un grandes éxitos fue especulada durante mucho tiempo por los medios de comunicación, pero su proyecto de grabación fue confirmado por Melanie Brown, en junio de 2005. Haciendo uso de la palabra justo antes de una reunión prevista para el Live 8 (que en realidad nunca se materializó debido a los compromisos de Brown en Luisiana), dijo: "Vamos a volver juntas, porque todas queremos. Sé que todo el mundo lo espera. Va a ser un álbum de grandes éxitos y tenemos un montón de nuevas canciones que nadie ha escuchado todavía". Cuando las Spice Girls se reunieron en 2007, Melanie Chisholm dijo a un periodista que EMI había previsto un álbum de grandes éxitos, por lo que consideró apropiado ir al The Return of the Spice Girls.

### Nuevo Material
El álbum cuenta con dos nuevas canciones, "Headlines (Friendship Never Ends)" y "Voodoo", y fueron publicados como un solo sencillo en noviembre. 
La comercialización cuenta con diferentes formatos, incluido el bono de DVD y CD. La caja de edición limitada-set incluye el CD clásico, un CD remix un karaoke CD y un DVD con vídeos musicales de sus grandes éxitos, tarjetas postales individuales de cada Spice Girl, y una pulsera de la amistad con la mención «Spice Girls».

### Lanzamiento en US
En los Estados Unidos, el álbum fue inicialmente publicado sólo a través de las tiendas Victoria's Secret junto con una edición digital a través de iTunes Store. Se anunció que el álbum se publicaría en otras tiendas a partir del 15 de enero de 2008; sin embargo, el álbum "Greatest Hits" fue finalmente publicado el 7 de noviembre. A pesar de los múltiples intentos, el disco no entró en la lista de Billboard 200, debido a que las ventas de Victoria's Secret no se contabilizaron. 

### Lanzamiento en China
La edición en China contenía un póster doble cara de las chichas en su gira mundial. "Wannabe" y "Holler" fueron excluidos, a pesar de ser las canciones más conocidas del grupo.

### Obras de Arte
La obra cuenta con un logotipo de joyas incrustads con valor de  1.000.000 de libras esterlinas (alrededor de 2020000 dólares EE. UU.) , que rinde homenaje a su álbum debut, Spice. Las joyas fueron diseñados por David Morris y cada letra representa uno de los miembros del grupo. La "S" está hecho de ámbar y representa a Victoria Beckham, el rubí rosa "P" Emma Bunton, Melanie C de la letra "I" se fabrica a partir de un diamante; Geri Halliwell es la "C" hecho de piedras y amatista, la esmeralda "E" es Melanie B. Este es también el único álbum Spice Girls en el que las chicas no aparecen en la portada.

## Lista de canciones

### Edición Estándar
1. "Wannabe" (Radio Edit) – 2:56
2. "Say You'll Be There" (Single Mix) – 3:58
3. "2 Become 1" (Single Version) – 4:04
4. "Mama" (Radio Version) – 3:42
5. "Who Do You Think You Are" (Radio Version) – 3:46
6. "Move Over" – 2:44
7. "Spice Up Your Life" (Stent Radio Mix) – 2:56
8. "Too Much" (Radio Edit) – 3:53
9. "Stop" – 3:26
10. "Viva Forever" (Radio Edit) – 4:14
11. "Let Love Lead the Way" (Radio Edit) – 4:16
12. "Holler" (Radio Edit) – 3:56
13. "Headlines (Friendship Never Ends)" – 3:31
14. "Voodoo" – 3:11
15. "Goodbye" (Radio Edit) – 4:25

### Edición Especial
- Disco 1: Versión Estándar
- Disco 2: DVD, contiene los siguientes vídeos musicales:

1. "Wannabe" – 3:56
2. "Say You'll Be There" – 3:52
3. "2 Become 1" – 3:56
4. "Mama" – 3:37
5. "Who Do You Think You Are" – 3:42
6. "Spice Up Your Life" – 3:05
7. "Too Much" – 3:50
8. "Stop" – 3:31
9. "Viva Forever" – 4:10
10. "Let Love Lead the Way" – 4:18
11. "Holler" – 4:15
12. "Headlines (Friendship Never Ends)" – 3:56 (U.S. release only)
13. "Goodbye" – 4:35

### Caja
- Disco 1: Edición Estándar
- Disco 2: Edición Especial (videos musicales)
- Disco 3: Colección Karaoke

1. "Wannabe" – 2:54
2. "Say You'll Be There" – 3:54
3. "2 Become 1" – 4:07
4. "Mama" – 3:43
5. "Who Do You Think You Are" – 3:45
6. "Move Over" – 2:48
7. "Spice Up Your Life" – 2:55
8. "Too Much" – 3:55
9. "Stop" – 3:31
10. "Viva Forever" – 4:10
11. "Let Love Lead the Way" – 4:26
12. "Holler" – 4:10
13. "Goodbye" – 4:35

- Disco 4: Colección Remix (no incluido en el lanzamiento estadounidense)

1. Wannabe (Motiv 8 Vocal Slam Mix) – 6:21
2. Say You'll Be There (Junior's Main Pass) – 8:35
3. 2 Become 1 (Dave Way Remix) – 4:02
4. Mama (Biffco Mix) – 5:50
5. Who Do You Think You Are (Morales Club Mix) – 9:31
6. Spice Up Your Life (Murk Cuba Libre Mix) – 8:07
7. Too Much (SoulShock & Karlin Remix) – 3:54
8. Stop (Morales Remix) – 7:25
9. Viva Forever (Tony Rich Remix) – 5:21
10. Holler (MAW Remix) – 8:32
11. Goodbye (Orchestral Mix) – 4:16

### Temas extra
- iTunes Bonus Track

1. "Wannabe" (Junior Vásquez Gomis Dub) – 6:38
2. "Tell Me Why" (Jonathan Peters Edit) – 3:24
3. "Say You'll Be There" (Junior's X-Beats) – 6:57
4. "Girl Power Documentary" (video) – 5:26

- - Esta es una versión abreviada del vídeo: una hora de Girl Power

- Victoria's Secret Bonus Track

1. "Wannabe" (Soul Seekerz Radio Edit) – 3:31
2. "Spice Up Your Life" (Ralphie Rosario Radio Edit) – 3:38
3. "2 Become 1" (Georgie Porgie Radio Edit) – 4:02

## Posiciones
La posición más alta de este álbum fue un n.º 1 en Australia, n.º 2 en Reino Unido y varios top ten. En España entró al nº23 en su primera semana, bajando las dos siguientes del 63 al 80.
http://www.promusicae.org/listassemanales/albumes/TOP%20100%20ALBUMES%20-%20Week%2048%20.pdf (enlace roto disponible en Internet Archive; véase el historial, la primera versión y la última).